# Leiji Matsumoto
Pour les articles homonymes, voir Matsumoto et Akira Matsumoto.
Leiji Matsumoto (松本 零士, Matsumoto Reiji), né Akira Matsumoto (松本 晟, Matsumoto Akira) le 25 janvier 1938 à Kurume dans la préfecture de Fukuoka sur l'île de Kyūshū, et mort le 13 février 2023 à Tokyo, est un dessinateur japonais de manga et anime célèbre pour avoir créé le manga Albator.
Il est principalement connu pour avoir créé un univers de science-fiction où se déroule notamment les manga Yamato Le Cuirassé de l’Espace, les aventures du Capitaine Albator et du Galaxy Express 999, dont les adaptations en série d'animation ont fait le tour du monde. Considéré au Japon comme un maître du manga, il a reçu de hautes distinctions et des prix pour ses œuvres.

## Biographie
Akira Matsumoto naît le 25 janvier 1938 à Kurume,,,, sur l'île de Kyūshū. Il est le fils d'un officier du service aérien de l'Armée impériale japonaise. Son premier contact avec l'univers du dessin sera la découverte des mangas de Osamu Tezuka et les dessins animés du studio de Walt Disney. Rapidement, dès l'âge de neuf ans, il va s'initier au dessin et réaliser ses premières bandes dessinées, avec le pirate Bokenki.
En 1953, alors qu'il a 15 ans, il remporte un concours du magazine Manga Shônen avec son véritable premier manga, Mitsubachi no Bôken (Les Aventures d'une Abeille) qui est publié dès l'année suivante ; il est alors repéré par Osamu Tezuka et deviendra son assistant.
En 1956, il rencontre le mangaka Tetsuya Chiba avec lequel il devient ami. En 1957, alors qu'il sort du lycée, il va vivre à Tōkyō et s'installe dans le quartier de Bunkyô à proximité du quartier de Shinjuku. Il y va davantage pour gagner sa vie que par inspiration. Il réalise de nombreux shōjo manga, des bandes dessinées à l'eau de rose plutôt destinées aux jeunes filles qu'il publie dans les revues Shôji et Shôji Club, dont notamment Ganjisu no Me et Wakare no Waltz en 1957, Gin no Tani no Maria en 1958, Mizu no Okâsan et Leclaire Kyôdai no Tabi en 1959. Il commence à s'orienter vers le shonen avec son premier western en 1960, Laramee Tokujô, dont le succès lui permet d'être publié pendant deux ans.
En 1961, il épouse Miyako Maki, une mangaka qui dessine aussi des mangas shōjo. Il publie des récits de guerre (Jungle X, Zero Pilot, Black Zero et The World War 3 : The End), des récits de SF (Planet R, Metropolis Zero, Shounen Plasma Sentai et Denkou Ozma) et des aventures de cowboys (5 Giants from Texas) ou de ninja (Ninpou).
En 1965, pour symboliser ses changements d'orientation artistique, il décide de se faire appeler Reiji (retranscrit officiellement en Leiji) qui signifie "guerrier zéro". Trois ans plus tard, il crée sa première œuvre de science fiction, Sexaroïd, dont le titre évocateur lui permet de se faire connaître par un public assez large.
C'est en 1972 qu'il remporte le Prix du manga Kōdansha, catégorie des mangas pour enfant, pour Otoko oidon (男おいどん, Je suis un garçon). Ce manga lance sa carrière dans le shōnen manga. Sa production ensuite s'intensifie, il publie désormais de nombreux shōnen manga au travers trois thèmes de prédilection : la science fiction (avec Galaxy Express 999, Albator ou encore Yamato), le western (Gun Frontier) ou encore la guerre (The Cockpit ou Battlefield Manga). Bien que n'ayant pas au départ de lien entre elles, Leiji s'amuse à faire se croiser certains personnages ou en utilise d'autres, comme Albator, qui deviennent récurrents dans ses œuvres. Le succès est au rendez-vous et ses mangas sont adaptés en anime auxquels il participe souvent comme consultant ou producteur artistique. Matsumoto engagera de nombreux assistants pour l'aider dans sa tâche de mangaka. Parmi eux, on peut citer Shun Akana, Akira Hio, Senno Knife, Kazauki Koizumi ou encore Kaoru Shintani.
Fin des années 1980, Leiji Matsumoto se fait plus discret. Il faut attendre une dizaine d'années pour le voir réapparaître, d'abord de façon ponctuelle avec des mangas comme Kagerô no monshô ou Case Hard. En 1992, il entreprend d'adapter l'opéra de Richard Wagner, L'Anneau du Nibelung dans l'univers d'Albator, qui sera le premier manga publié sur Internet. Dans ce manga, Matsumoto se fixe un double objectif : rendre hommage à Wagner et donner des réponses aux nombreuses incohérences dues aux multiples interconnexions entre ses œuvres. Il en sera de même pour le second voyage du Galaxy Express 999, qui est publié dès 1996, ainsi que certains anime tel que Maetel Legend. De nouvelles adaptations animées font leur apparition et Matsumoto participe aussi au projet de Daft Punk et crée un moyen métrage d'animation qui servira de support vidéo aux titres de l'album Discovery. À 70 ans passés, Leiji Matsumoto continue d'enrichir son univers au travers d'anime ou de manga aussi riches que philosophiques.
Il est présent en 2013 au 40e Festival d'Angoulême à l'occasion de ses 60 ans de carrière. 
Il assiste également au Monaco Anime Game International Conferences (MAGIC), à Monaco, le 9 mars 2019.
Il décède le 13 février 2023, à l'âge de 85 ans, d'une insuffisance cardiaque aigüe à Tokyo,.

## Style
Leiji Matsumoto commence sa carrière par des mangas pour jeunes filles et sa façon de dessiner les femmes sera une de ses marques de fabrique comme pour ses héroïnes les plus populaires, Maetel et Emeraldas, qu'il oppose à des hommes souvent laids comme, respectivement, Tetsurô et Tochiro. Certains de ses personnages gardent aussi ce côté longiligne très féminin, tel Albator.
Une des autres particularités du mangaka, c'est sa maîtrise du contraste et du clair obscur. Il utilise peu de trames et joue entre les formes et les masses noires ou blanches ce qui donne beaucoup de lisibilité à ses planches noir et blanc. Il intègre aussi à ses planches des éléments récurrents qui sont en quelque sorte ses signatures graphiques comme les cadrans, inspirés du Navitimer de Breitling, ou les parchemins dans lesquels se trouvent les récitatifs.

## Travaux

### Manga
- Mitsubachi no bōken (1954)
- Denkô Ozuma (1961)
- Submarine Super 99 (1964)
- Sexaroid (1968)
- Natacha (1968)
- Hi no Mori no Koska (1968)
- Machinners (1969)
- Pilot 262 (1969)
- Dai-Kaizoku Captain Harlock (1969)
- Otoko Oidon (1971)
- Gun Frontier (1972)
- Stanley no majo (1973)
- Waga seishun no Arcadia (1973)
- Yamato, le cuirassé de l'espace (Space Battleship Yamato) (1974)
- Saraba roman no toki yo (1974)
- L'Éternel Allegretto (1974)
- Uchū senkan Death Shadow (1975)
- The Cockpit (1975)
- Bruno Walter (1975)
- Herbert Von Karajan (1975)
- Capitaine Albator (1977)
- Galaxy Express 999 (1977)
- Queen Emeraldas (1977)
- Space Battleship Yamato II (1978)
- Yamato New Journey (1979)
- Captain Herlock Book (1979)
- Waga seishun no Harlock (1980)
- Be Forever Yamato (1980)
- Queen Millenia (1980)
- Space Battleship Yamato III (1980)
- The Drifting Express 000 (1983)
- Final Yamato (1983)
- 24 histoires d'un temps lointain (1985)
- L'Anneau des Nibelungen (1989)
- Shinkiro Kitan (1991)
- Fire Force DNAsights Fortress 999.9 (1996)
- The Ultimate Time Sweeper Mahoroba (1998)
- Cockpit Legend (1999)
- The Shadow Warrior (1999)
- Space Battleship Great Yamato (2001)
- Space Battleship Great Galaxy (2003)
- Capitaine Albator dimension voyage (2014)

### Animation
- Interstella 5555: The Story of the Secret Star System (2003)

## Adaptation de ses travaux

### Séries d'animation
- Uchū Senkan Yamato (1974)
- Wakusei Robo Danguard A (1977-1978)
- Uchū Senkan Yamato 2 (1978)
- Albator, le corsaire de l'espace (1978-1979)
- SF Saiyūki Starzinger (1978-1979)
- Galaxy Express 999 (1978-1981)
- SF Saiyūki Starzinger II (1979)
- L'Oiseau bleu (1980)
- Uchū Senkan Yamato III (1980)
- La Reine du fond des temps (1981-1982)
- Albator 84 (1982-1983)
- Ozuma (2012)

### Films
- Uchū Senkan Yamato (1977)
- Arrivederci Yamato (1978)
- Albator : Le mystère de l'Atlantis (1978)
- Uchû Senkan Yamato : Aratanaru Tabidachi (1979)
- Galaxy Express 999 (1979)
- Be Forever Yamato (1980)
- Adieu Galaxy Express 999 (1981)
- Albator 84 : L'Atlantis de ma jeunesse (1982)
- Princesse Millenium (1982)
- Final Yamato (1983)
- Galaxy Express 999 : Eternal Fantasy (1998)
- Fire Force DNA Sights 999.9 (1998)
- Interstella 5555 des Daft Punk (2003)
- Space Battleship (2010)
- Albator, Corsaire de l'Espace (2013)

### OAV
- The Cockpit (1994, 3 épisodes)
- Yamato 2520 (1994)
- Queen Emeraldas (1998)
- Harlock Saga (1999)
- Cosmowarrior Zero (2001)
- Maetel Legend (2001-2002)
- Gun Frontier (2002)
- Captain Herlock : The Endless Odyssey (2002)
- Submarine Super 99 (2003)
- The Galaxy Railways (2003-2004)
- Great Yamato Zero (2004)
- Space Symphony Maetel (2004)

## Récompenses et distinctions
Il reçoit le prix du manga Kōdansha en 1972 pour Je suis un garçon (男おいどん, Otoko oidon), et remporte le Prix Shōgakukan dans la catégorie Shōnen en 1977 pour Galaxy Express 999 et Senjo Manga Series. En 1978, il reçoit le « Prix Spécial » de l'Association des auteurs de bande dessinée japonais pour ses œuvres variées de science-fiction[réf. souhaitée].
Il reçoit, en 2010,[Quand ?] l'ordre du Soleil levant (旭日章, Kyokujitsu shō) du gouvernement Japonais. Il est fait chevalier de l'ordre des Arts et des Lettres en France, le 23 octobre 2012 à l'Ambassade de France à Tokyo.